# Сан-Пера-да-Рібас
Сан-Пе́ра-да-Рі́бас (кат. Sant Pere de Ribes, вимова літературною каталанською [san pe'ɾə də 'ribəs]) — муніципалітет, розташований в Автономній області Каталонія, в Іспанії. Код муніципалітету за номенклатурою Інституту статистики Каталонії — 82310. Знаходиться у районі (кумарці) Ґарраф (коди району — 17 та GF) провінції Барселона, згідно з новою адміністративною реформою перебуватиме у складі баґарії (округи) Барселона. За кількістю населення у 2023 р. (31 786 осіб), місто займало 44 місце серед муніципалітетів Каталонії.